# Марина ди Ђиноза (Таранто)
Марина ди Ђиноза (итал. Marina di Ginosa) је насеље у Италији у округу Таранто, региону Апулија.
Према процени из 2011. у насељу је живело 4989 становника. Насеље се налази на надморској висини од 2 м.